# Guti Fraga
Gotschalk da Silva Fraga (Alto Garças, 15 de março de 1952), conhecido como Guti Fraga, é um ator, preparador de elenco e diretor de teatro brasileiro.

## Biografia
Formado em Jornalismo, começou a trabalhar em teatro em 1977, quando se mudou para o Rio de Janeiro, depois de um ano morando na Argentina.
Em 1986, fundou a ONG Nós do Morro, da qual foi presidente, diretor artístico, professor e administrador. À frente da organização, formou atores para o filme Cidade de Deus, entre eles Jonathan Haagensen, Micael Borges, Thiago Martins, Roberta Rodrigues, Marcelo Melo Jr., Sabrina Rosa, Cintia Rosa, Mary Sheila, Babu Santana e Roberta Santiago. Também firmou convênios com a Royal Shakespeare Company.
No governo de Dilma Rousseff (PT) em 2013, assumiu a presidência da Fundação Nacional de Artes (Funarte), substituindo o também ator Antonio Grassi. Permaneceu no cargo até o ano de 2015, quando foi substituído pelo filósofo e colunista Francisco Bosco.
Em 2019, atuou como o Padre Paulo na telenovela Bom Sucesso.

#### Nós do Morro
O Nós do Morro foi originado a partir de um sonho de desenvolver o talento de moradores da comunidade Vidigal, no Rio de Janeiro, ou seja, de forma a ser criado uma um grupo teatral com esses moradores e assim fomentar a qualidade das pessoas que vivem na comunidade. O grupo foi fundado por Guti Fraga, o cenógrafo Fernando Mello da Costa, o dramaturgo Luís Paulo Corrêa e Castro e o iluminador Fred Pinheiro.
Em 2003 o grupo tinha cerca de 300 alunos. Atualmente, entre todos os membros do projeto encontra-se cerca de 50 pessoas entre professores, diretores, roteiristas e técnicos relacionados ao mundo do teatro.

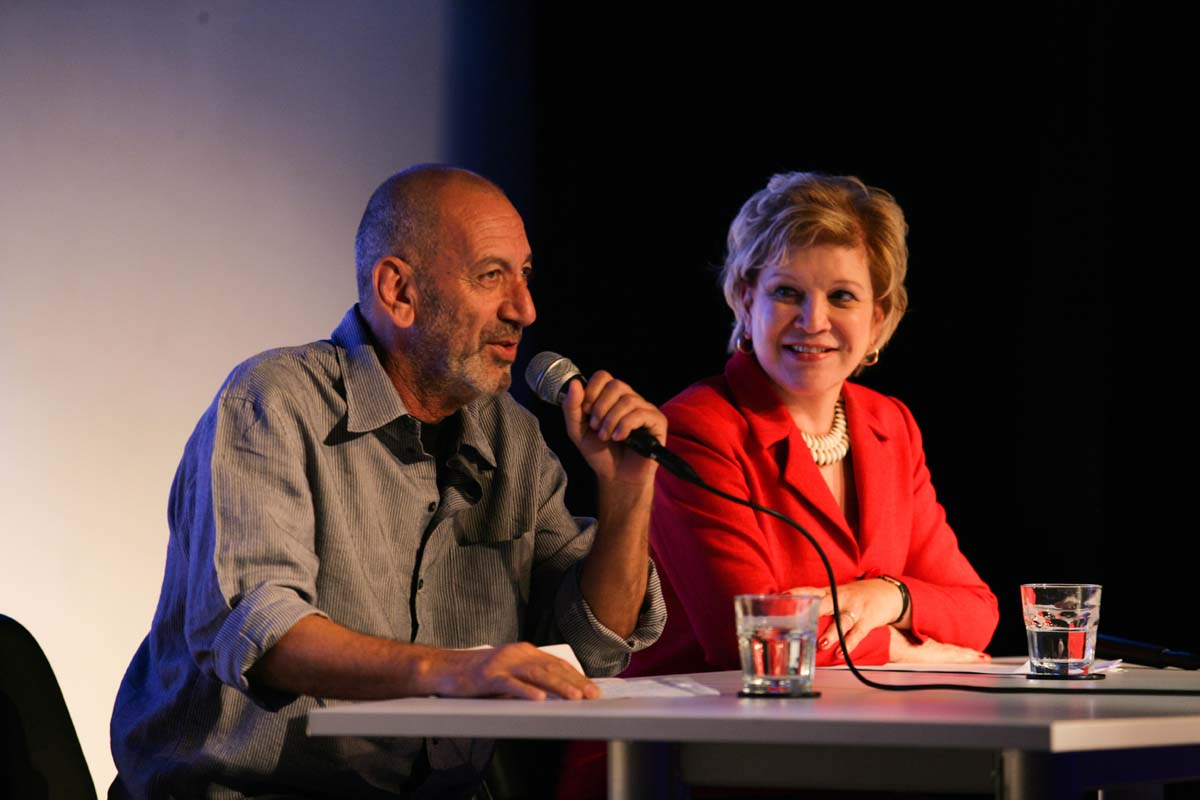
Guti Fraga e Marta Suplicy (PT)

## Filmografia
Fraga participou da direção de cerca de de 30 espetáculos de teatro e fez parte do elenco de mais de 20 longas-metragens.
Ao longo da carreira cinematográfica, Fraga teve papel em muitos filmes brasileiros.

### Na televisão
| Ano  | Produção          | Personagem           | Notas                                  |
| ---- | ----------------- | -------------------- | -------------------------------------- |
| 1994 | A Viagem          | Detento              | Participação especial                  |
| 1995 | Malhação          | Valdomiro            |                                        |
| 2001 | A Turma do Pererê | Bicho-Papão          | Episódio: "O Bicho Papão"              |
| 2002 | Cidade dos Homens | Guti                 | Episódio: "A coroa do imperador"       |
| 2004 | A Diarista        | Delegado Mendes      | Episódio: "A Morte lhe Cai Bem "       |
| 2011 | Natália           | Marcelino Reis       | 13 episódios                           |
| 2012 | Suburbia          | Éder                 | 3 episódios                            |
| 2014 | Mais x Favela     | Sidney               | Episódio: "Na minha aba"               |
| 2015 | Totalmente Demais | Cordeiro             |                                        |
| 2016 | Velho Chico       | Presidente da Câmara |                                        |
| 2018 | Tô de Graça       | Afonso               | Episódio: "Quem vai ficar com Craúdio" |
| 2019 | Bom Sucesso       | Padre Paulo          |                                        |
| 2020 | Arcanjo Renegado  | Luís Eustáquio       |                                        |
| 2025 | Dona de Mim       | Padre Paulo          |                                        |

### No cinema
| Ano  | Filme                                             | Personagem              | Notas          |
| ---- | ------------------------------------------------- | ----------------------- | -------------- |
| 1998 | Como Ser Solteiro                                 | Médico                  |                |
| 2001 | Um Crime Nobre                                    |                         |                |
| 2002 | Cidade de Deus                                    | Gerente do supermercado |                |
| 2002 | Dadá                                              | Dono do bar             | Curta-metragem |
| 2002 | Suspiros Republicanos ao Crepúsculo de um Império | Barão de Gotschalk      | Curta-metragem |
| 2002 | Seja o que Deus Quiser!                           |                         |                |
| 2003 | Garrincha - Estrela Solitária                     |                         |                |
| 2003 | Maria - Mãe do Filho de Deus                      | Manassés de Judá        |                |
| 2004 | Irmãos de Fé                                      | Monitor da FEBEM        |                |
| 2007 | Show de Bola                                      | Antônio                 |                |
| 2008 | Praça Saens Peña                                  | Macedo                  |                |
| 2012 | Sombras do tempo                                  |                         | Curta-metragem |
| 2012 | Entreturnos                                       | Mário                   |                |
| 2014 | Copa de Elite                                     | Papa                    |                |
| 2014 | Não Pare na Pista                                 | Dr. Edgar Mutarelli     |                |
| 2015 | Aspirantes                                        | Padilha                 |                |
| 2017 | Bandeira de Retalhos                              |                         |                |
| 2024 | A Festa de Léo                                    | [ 20 ]                  |                |